# Лорд Синклер
Лорд Синклер (англ. Lord Sinclair) — наследственный титул в системе пэрства Шотландии. Он был создан в 1449 году для Уильяма Синклера, 3-го графа Оркни (1410—1484). В 1470 году граф Оркни отказался от своего титула в пользу шотландской короны, а взамен получил титул графа Кейтнесс. В 1477 году лорд Кейтнесс хотел лишить наследства своего старшего сына от первого брака с леди Элизабет Дуглас, Уильяма Синклера (ум. 1487), который был известен как «Расточитель». Таким образом, чтобы графство не перешло его старшему сыну, Уильям Синклер отказался от титула в пользу своего сына от второго брака с Марджори Сазерленд, Уильяма Синклера (ум. 1513), который стал 2-м графом Кейтнессом. Тем не менее после смерти Уильяма Синклера лордство Синклер унаследовал его старший сын Уильям Синклер, 2-й лорд Синклер. Сын последнего, Генри Синклер, 3-й лорд Синклер (ум. 1513), получил подтверждение своего титула в 1488 году.
После смерти его потомка, Джона Синклера, 9-го лорда Синклера (1610—1676), пресеклась мужская линия 2-го лорда Синклера. Ему наследовал его внук, Генри Сент-Клер, 10-й лорд Синклер (1660—1723), сын Кэтрин Синклер, хозяйки Синклер, дочери 9-го лорда Синклера, и её мужа Джон Сент-Клера. В 1677 году он получил новый пэрский устав, подтверждающий его в титуле с правом наследования для его брата Генри Синклера и братьев его отца Роберта Сент-Клера, Джорджа Сент-Клера и Мэтью Сент-Клера, а при отсутствии у них наследников мужского пола, наследникам любого пола. Его старший сын и наследник, Джон Сент-Клер, мастер Синклер (1683—1750), участвовал в Якобитском восстании 1715 года и был лишен парламентом правом наследования отцовского титула.
В 1750 году после смерти бездетного Джона Сент-Клера титул лорда Синклера должен был унаследовать его младший брат, генерал Джеймс Сент-Клер (1688—1762). Тем не менее он никогда не принимал титула. После его смерти титул лорда Синклера оставался бездействующим. В 1782 году Палата лордов утвердила в титуле лорда Синклера Чарльза Сент-Клера, 13-го лорда Синклера (1768—1863), сына Эндрю Сент-Клера, де-юре 12-го лорда Синклера (1733—1775), внука Чарльза Синклера, де-юре 11-го лорда Синклера (ум. 1755) и правнука Мэтью Сент-Клера, дяди 10-го лорда Синклера. 13-й лорд Синклер, его сын (14-й лорд Синклер), внук (15-й лорд Синклер), правнук (16-й лорд Синклер) и праправнук (17-й лорд Синклер), заседали в Палате лордов Великобритании в качестве шотландских пэров-представителей.
По состоянию на 2023 год носителем титула являлся единственный сын 17-го лорда Синклера, Мэтью Мюррей Кеннеди Сент-Клер, 18-й лорд Синклер (род. 1968), который наследовал своему отцу в 2004 году.

## Лорды Синклер (1449)
- 1449—1480: Уильям Синклер, 1-й лорд Синклер (1410—1484), единственный сын Генри Синклера, 2-го графа Оркни (ок. 1375 — ок. 1420) и леди Эгидии Дуглас. 3-й граф Оркни (1434—1470), 1-й граф Кейтнесс (1455—1476), барон Рослин, лорд-канцлер Шотландии и лорд-адмирал Шотландии (1454—1456);
- 1480—1487: Уильям Синклер, 2-й лорд Синклер (ум. 1487), единственный сын предыдущего от первого брака с леди Элизабет Дуглас;
- 1487—1513: Генри Синклер, 3-й лорд Синклер (ум. 9 сентября 1513), единственный сын предыдущего и Кристины Лесли;
- 1513—1570: Уильям Синклер, 4-й лорд Синклер (ум. 1570), единственный сын предыдущего;
- 1570—1601: Генри Синклер, 5-й лорд Синклер (1528 — 21 октября 1601), сын предыдущего;
- 1601—1602: Генри Синклер, 6-й лорд Синклер (март 1581 — 1602), старший сын Джеймса Синклера, мастера Синклера (ок. 1557 — 1593), внук предыдущего;
- 1602—1607: Джеймс Синклер, 7-й лорд Синклер (ум. 1607), младший брат предыдущего;
- 1607—1615: Патрик Синклер, 8-й лорд Синклер (ум. 1615), младший брат предыдущего;
- 1615—1676: Джон Синклер, 9-й лорд Синклер (29 октября 1610 — 10 ноября 1676), единственный сын предыдущего;
- 1676—1723: Генри Сент-Клер, 10-й лорд Синклер (3 июня 1660 — 1723), старший сын Джона Сент-Клера (ум. 1666) и Кэтрин Синклер (ум. 1666), дочери 9-го лорда Синклера;
- 1723—1750: Джон Сент-Клер, мастер Синклер (5 декабря 1683 — 2 ноября 1750), старший сын предыдущего, лишен права на наследство в 1715 году;
- 1750—1762: Генерал-майор Джеймс Сент-Клер (ок. 1690 — 30 ноября 1762), младший сын 10-го лорда Синклера, никогда не пользовался титулом;

В 1762—1782 годах титул лорда Синклера был бездействующим.
- 1762—1775: Чарльз Сент-Клер, де-юре 11-й лорд Синклер (ум. 4 января 1775), сын Мэтью Сент-Клера и дядя Генри Сент-Клера, 10-го лорда Синклера;
- 1775—1775: Эндрю Сент-Клер, де-юре 12-й лорд Синклер (30 июля 1733 — 16 декабря 1775), сын предыдущего;
- 1775—1863: Чарльз Сент-Клер, 13-й лорд Синклер (30 июля 1768 — 30 марта 1863), сын предыдущего, признан Палатой лордов в титуле в 1782 году;
- 1863—1880: Джеймс Сент-Клер, 14-й лорд Синклер (3 июля 1803 — 24 октября 1880), старший сын предыдущего;
- 1880—1922: Чарльз Уильям Сент-Клер, 15-й лорд Синклер (8 сентября 1831 — 25 апреля 1922), сын предыдущего;
- 1922—1957: Арчибальд Джеймс Мюррей Сент-Клер, 16-й лорд Синклер (16 февраля 1875 — 25 ноября 1957), сын предыдущего;
- 1957—2004: Чарльз Мюррей Кеннеди Сент-Клер, 17-й лорд Синклер (21 июня 1914 — 1 апреля 2004), сын предыдущего. Лорд-лейтенант Керкубришира (1982—1989);
- 2004 — настоящее время: Мэтью Мюррей Кеннеди Сент-Клер, 18-й лорд Синклер (род. 9 декабря 1968), единственный сын предыдущего.